# Nyctiphantus costos
Nyctiphantus costos là một loài bọ cánh cứng trong họ Chrysomelidae. Loài này được Semenov miêu tả khoa học năm 1902.